# Duplex (télévision)
Pour les articles homonymes, voir Duplex.
Un duplex est un dispositif mettant en relation deux plateaux situés à des endroits différents lors d'une émission de télévision. 
Le duplex peut se produire lors d'une émission en direct mais peut également être enregistré dans les conditions du direct. 
C'est souvent le cas lors des journaux télévisés, lors de liaisons difficiles avec l'étranger ou pour coller avec la disponibilité d'un invité.